# The Best of Sade
Albums de Sade
Love Deluxe
(1992) Lovers Rock
(2000)
The Best of Sade est une compilation de Sade, sortie le 12 novembre 1994 au Royaume-Uni et le 26 novembre 1994 aux États-Unis.

## Liste des titres
| No  | Titre                           | Album original                       | Durée |
| --- | ------------------------------- | ------------------------------------ | ----- |
| 1.  | Your Love Is King               | Diamond Life                         | 3:41  |
| 2.  | Hang On to Your Love            | Diamond Life                         | 4:29  |
| 3.  | Smooth Operator                 | Diamond Life                         | 4:16  |
| 4.  | Jezebel                         | Promise                              | 5:23  |
| 5.  | The Sweetest Taboo              | Promise                              | 4:25  |
| 6.  | Is It a Crime?                  | Promise                              | 6:16  |
| 7.  | Never as Good as the First Time | Promise                              | 3:58  |
| 8.  | Love Is Stronger Than Pride     | Stronger Than Pride                  | 4:17  |
| 9.  | Paradise                        | Stronger Than Pride                  | 3:36  |
| 10. | Nothing Can Come Between Us     | Stronger Than Pride                  | 3:52  |
| 11. | No Ordinary Love                | Love Deluxe                          | 7:19  |
| 12. | Like a Tattoo                   | Love Deluxe                          | 3:36  |
| 13. | Kiss of Life                    | Love Deluxe                          | 4:10  |
| 14. | Please Send Me Someone to Love  | Bande originale du film Philadelphia | 3:40  |
| 15. | Cherish the Day                 | Love Deluxe                          | 6:17  |
| 16. | Pearls                          | Love Deluxe                          | 4:35  |

## Classement
| Classement des ventes 1994            | Meilleure position |
| ------------------------------------- | ------------------ |
| Australie                             | 23                 |
| Austrian Albums Chart                 | 9                  |
| Allemagne                             | 15                 |
| Norvège                               | 12                 |
| Suède                                 | 7                  |
| Suisse                                | 11                 |
| Angleterre                            | 6                  |
| U.S. Billboard 200                    | 9                  |
| U.S. Billboard Top R&B/Hip-Hop Albums | 7                  |
| Classement des ventes 1995            | Meilleure position |
| Pays-Bas                              | 21                 |
| Hongrie                               | 12                 |
| Nouvelle-Zélande                      | 5                  |
| Classement des ventes 1999            | Meilleure position |
| Belgique (Wallonie)                   | 38                 |
| Classement des ventes 2010            | Meilleure position |
| Pologne                               | 6                  |

## Certifications
| Pays        | Certificateur | Récompense  | Ventes     |
| ----------- | ------------- | ----------- | ---------- |
| Allemagne   | IFPI          | Or          | 250 000+   |
| Argentine   | CAPIF         | Platine     | 40 000+    |
| Australie   | ARIA          | 3 × Platine | 210 000+   |
| Autriche    | IFPI          | Or          | 10 000+    |
| Brésil      | ABPD          | Or          | 100 000+   |
| Canada      | CRIA          | Platine     | 100 000+   |
| États-Unis  | RIAA          | 4 × Platine | 4 000 000+ |
| Europe      | IFPI          | 2 × Platine | 2 000 000+ |
| Finlande    | IFPI          | Or          | 34 474     |
| France      | SNEP          | 2 × Or      | 200 000+   |
| Italie      | FIMI          | Platine     | 50 000+    |
| Pays-Bas    | NVPI          | Platine     | 60 000+    |
| Royaume-Uni | BPI           | 2 × Platine | 600 000+   |
| Suisse      | IFPI          | Or          | 25 000+    |